# Stilobezzia lanceloti
Stilobezzia lanceloti är en tvåvingeart som beskrevs av John William Scott Macfie 1937. Stilobezzia lanceloti ingår i släktet Stilobezzia och familjen svidknott.
Artens utbredningsområde är Etiopien. Inga underarter finns listade i Catalogue of Life.